# Strefa Keffa

Mapa regionów i stref Etiopii

Strefa Keffa (Keffa Zone) – obszar administracyjny w Etiopii, w Regionie Ludów Etiopii Południowo-Zachodniej. Strefa zamieszkana jest głównie przez lud Kaffa, od którego bierze swoją nazwę. Centrum administracyjne stanowi miasto Bonga. Dawniej była częścią nieistniejącej już strefy Keficho Shekicho.
W strefie znajduje się Rezerwat Leśny Bonga. 

## Demografia
Na podstawie spisu ludności z 2007 roku strefa liczy 874,7 tys. mieszkańców. Jedynie 7,4% zamieszkiwało miasta. Do największych grup etnicznych należeli: Kaffa (82,7%), Bench (5,1%), Amharowie (3,7%) i Oromowie (3,5%). Do pozostałych grup etnicznych należało 5% populacji. Dominującą religią było etiopskie prawosławie (61,4%), a pozostali wyznawali protestantyzm (24,8%), islam (6,2%), tradycyjne religie plemienne (5,4%) i katolicyzm (1,7%). 

## Podział administracyjny
W skład strefy wchodzi 11 wored:
| - Bita - Bonga - Chena - Cheta - Decha - Gesha - Gewata - Ginbo - Menjiwo - Sajilem - Telo |